# Tatempan
Tatempan är en ort i Mexiko.   Den ligger i kommunen Yaonáhuac och delstaten Puebla, i den sydöstra delen av landet, 180 km öster om huvudstaden Mexico City. Tatempan ligger 1 695 meter över havet och antalet invånare är 447.
Terrängen runt Tatempan är kuperad söderut, men norrut är den bergig. Terrängen runt Tatempan sluttar norrut. Runt Tatempan är det ganska tätbefolkat, med 199 invånare per kvadratkilometer. Närmaste större samhälle är Teziutlan, 12,9 km sydost om Tatempan. I omgivningarna runt Tatempan växer huvudsakligen savannskog.